# جورج فوسيت
جورج فوسيت (بالإنجليزية: George Fawcett)‏ مواليد 25 أغسطس 1860 في الإسكندرية، الولايات المتحدة - الوفاة 6 يونيو 1939 في نانتوكيت، الولايات المتحدة، هو ممثل أمريكي بدأ مسيرته الفنية سنة 1915. شارك في قرابة 151 فيلما.

## الأعمال
- جون سميث
- ذا سبورتينغ فينوس
- أراك في السجن
- العاصفة
- إمرأة خبيرة

## روابط خارجية
- جورج فوسيت على موقع IMDb (الإنجليزية)
- جورج فوسيت على موقع أول موفي (الإنجليزية)
- جورج فوسيت على موقع قاعدة بيانات برودواي على الإنترنت (الإنجليزية)
- جورج فوسيت على موقع قاعدة بيانات الأفلام السويدية (السويدية)
- جورج فوسيت على موقع قاعدة بيانات الفيلم (الإنجليزية)